# 蒲原隧道

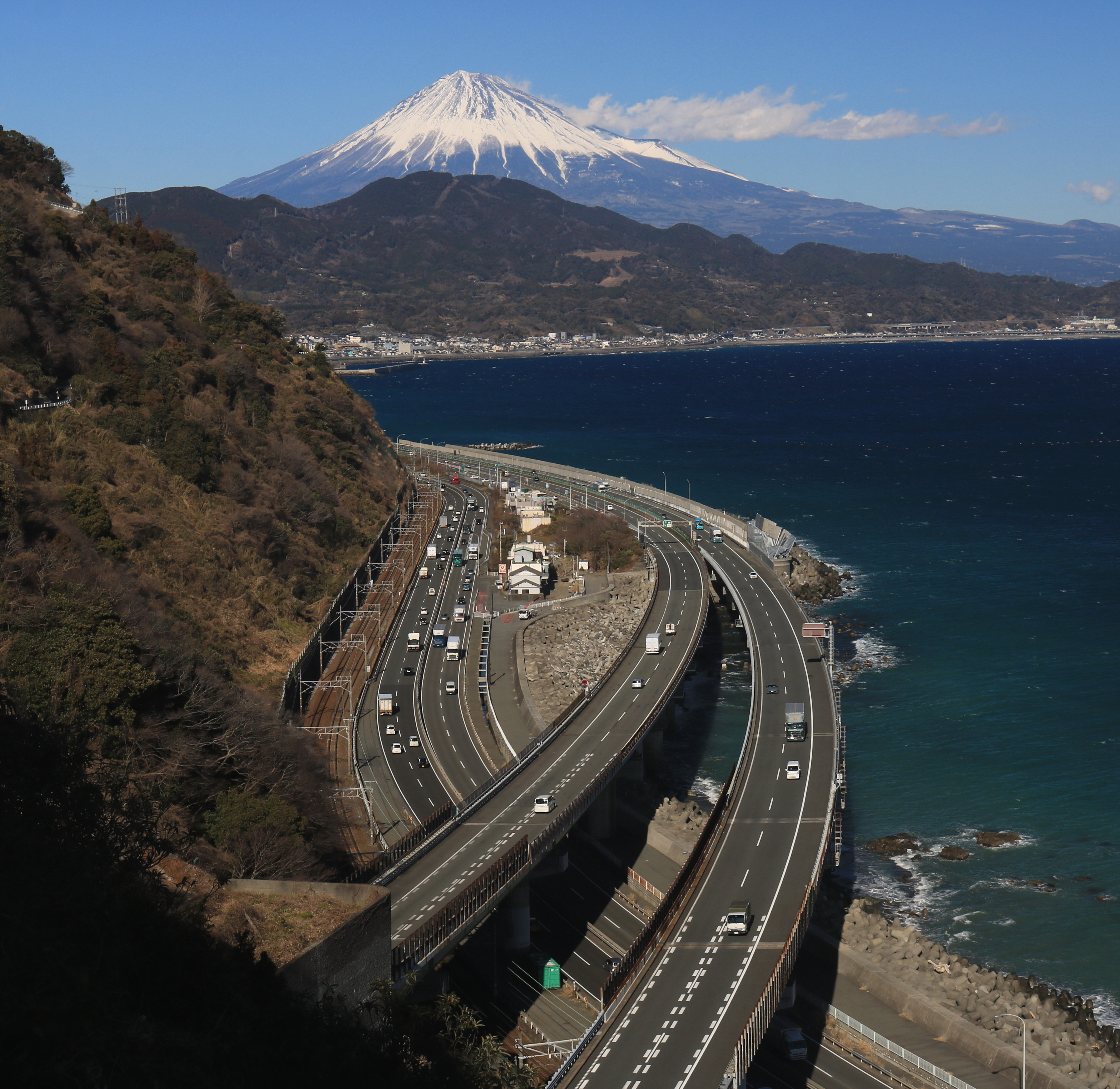
隧道口附近，背景是富士山

蒲原隧道（日语：／ Kanbara Tonneru）是日本靜岡縣的一座高速公路隧道，位于東名高速公路（E1）的富士交流道至清水交流道区间，双洞四车道，上下行线分别长704（0.44英里）和714（0.44英里），1962年开工，1968年4月25日建成通车。